# Jesus. Ein Nazarener
Jesus. Ein Nazarener (Der man fun Natzeres) auch Der Nazarener oder Jesus der Nazarener ist ein Roman des Autors Schalom Asch, der 1939 veröffentlicht wurde.

## Handlung
In seinem in epischer Breite erzählten Werk über das Leben Jesu von Nazaret berichtet Schalom Asch aus polyperspektivischer Sicht: zum einen aus der Sicht eines alten polnischen Professors und zum anderen aus derjenigen eines jüdischen Studenten, die beide unabhängig voneinander in dem Glauben leben einst Zeitgenossen Jesus’ gewesen zu sein und an den damaligen historischen Ereignissen teilgenommen zu haben. Darüber hinaus schildert Asch die Ereignisse durch ein fiktives 5. Evangelium.

## Hintergrund
Das Werk verfasste Asch zunächst auf Jiddisch, bevor es ins Englische übersetzt wurde. Die erste deutsche Übersetzung lautete Der Nazarener, Amsterdam 1950, später erhielt es auch den Titel Jesus der Nazarener.
Es gibt eine deutsche Übersetzung von 1940. Der Nazarener.
Bermann-Fischer Verlag/Stockholm
Allert de Lange/Amsterdam
Titel der amerikanischen Ausgabe:
The Nazarene
Copyright, 1939 in the United States by Sholem Asch,
First published in New York by G.P. Putnam´s Sons.
Aus dem Englischen übersetzt von Paul Baudisch
Einband und Schutzumschlag Justinian Frisch
Printed in Hungary
Druck: Hungaria A.-G., Budapest

## Ausgaben
- Schalom Asch: Der man fun Natzeres. o. O., 1939
- Schalom Asch: Jesus. Ein Nazarener. Diana-Verlag, Zürich 1987, 714 S., ISBN 3-905414-56-2
- Schalom Asch: Jesus der Nazarener. Weltbild, Augsburg 1991
- Schalom Asch: Jesus der Nazarener. Droemer Knaur 1997, ISBN 978-3-426-02868-1